# Умершие в августе 2011 года
Это список известных людей, соответствующих установленным критериям значимости (см. Википедия:Критерии значимости персоналий), умерших в августе 2011 года.
Причина смерти указывается лишь в исключительных случаях (убийство, самоубийство, гибель в результате военных действий, смертная казнь, ДТП или несчастные случаи). В остальных случаях — не указывается.

## Список

### 1 августа
- Анискин, Виктор Фёдорович (65) — старейший журналист пензенского телевидения[1].
- Барстоу, Стэн (83) — английский писатель[2].
- Данильченко, Татьяна Михайловна (68) — актриса Приморского краевого академического театра имени Горького, народная артистка России[3].
- Манжигеев, Сергей Степанович (76) — российский бурятский композитор[4].
- Мескита, Иван (79) — бразильский актёр[5].
- Наконечный, Валерий Павлович (60) — украинский актёр, заслуженный артист Украины (2011). [www.kino-teatr.ru/kino/acter/m/post/13698/bio/]
- Прохоренко, Жанна Трофимовна (71) — советская и российская актриса театра и кино, народная артистка РСФСР (1988)[6].
- Серков, Филипп Николаевич (102) — советский и украинский физиолог, академик АН УССР и НАН Украины[7].
- Хандохин, Александр Дмитриевич (39) — российский футболист и тренер[8].
- Шубертова, Милада (87) — чешская оперная певица, народная артистка Чехословакии (1975)[9].
- Яглинг, Виктория Борисовна (65) — виолончелистка, композитор и педагог, Заслуженная артистка РСФСР (1990), лауреат международных конкурсов виолончелистов[10].

### 2 августа
- Бахшиян, Борис Цолакович (66) — советский учёный, шашист[11].
- Бенасерраф, Барух (90) — американский врач-иммунолог, Лауреат Нобелевской премии по физиологии и медицине 1980 года[12]
- Берковиц, Ральф (100) — американский композитор, классический музыкант[13]. Архивная копия от 9 сентября 2011 на Wayback Machine
- Бэнкс, Лесли Эсдейл (52) — американская писательница[14].
- Гуломов, Асадулло (58) — первый вице-премьер Таджикистана (с 2006)[15].
- Дайырбеков, Токон Кобошевич (52) — киргизский актёр, заслуженный артист Кыргызстана[16]
- Далуз, Мелдрик (90) — индийский спортсмен, олимпийский чемпион по хоккею на траве на летних Играх в Хельсинки (1952)[17]. Архивная копия от 18 апреля 2020 на Wayback Machine
- Капица, Андрей Петрович (80) — российский географ и геоморфолог, член-корреспондент РАН, первооткрыватель озера Восток в Антарктике[18].
- Кутузов, Николай Васильевич (85) — советский и российский хоровой дирижёр, композитор, профессор, лауреат Государственной премии России им. М. Глинки, Народный артист СССР[19].
- Павези, Аттилио (100) — итальянский велогонщик, двукратный олимпийский чемпион 1932 года, старейший чемпион Олимпийских игр[20].
- Пиццинато, Венера (114) — итальянская долгожительница, старейшая жительница Европы с 8 мая 2010 г.[21]
- Пирсон, Ричард (93) — британский актёр. [www.kino-teatr.ru/kino/acter/m/euro/120694/works/]
- Росси, Италу (80) — бразильский актёр[22].
- Чепусов, Игорь Сергеевич (61) — украинский и американский кинооператор[23].

### 3 августа
- Бережной, Сергей Михайлович (62) — ведущий артист балета, педагог-репетитор Мариинского театра, народный артист РСФСР[24].
- Беррино, Марио (90) — итальянский художник[25].
- Бразда, Рудольф (98) — последний гей, прошедший немецкий концлагерь из-за своей сексуальной ориентации[26].
- Емцев, Олег Павлович (60) — клоун-мим, участник комик-труппы «Маски»[27].
- Качурин, Николай (50) — главный редактор русского издания журнала Top Gear[28].
- Кириченко, Сергей Иванович (54) — генеральный директор «Обьнефтегазгеологии», автоавария[29].
- Лутеркрофт, Ингрид (101) — шведская актриса[30].
- Лобашёв, Владимир Михайлович (77) — российский физик-ядерщик, академик РАН[31].
- Макдермотт, Эндрю (45) — британский музыкант, бывший вокалист прогрессив-метал группы Threshold[32].
- Макаров, Константин Валентинович (80) — начальник Главного штаба — первый заместитель главнокомандующего ВМФ (1985—1992), адмирал флота[33].
- Мониова, Симона (44) — чешская писательница, убийство[34].
- Паттерсон, Рэй (89) — американский баскетбольный менеджер (Хьюстон Рокетс), Менеджер года НБА (1977)[35].
- Пензин, Сталь Никанорович (78) — российский киновед, критик и литератор[36].
- Петров, Николай Арнольдович (68) — российский пианист и музыкально-общественный деятель, профессор, народный артист СССР, лауреат Государственной премии России[37].
- Смит, Бубба (66) — американский киноактёр (Полицейская академия)[38].
- Свирад, Рышард (55) — польский спортсмен, чемпион мира по греко-римской борьбе (1982) Чемпион Европы (1981)[39].
- Ситри, Марио (75) — итальянский боксёр, серебряный призёр чемпионата Европы (1957)[40].
- Слэйтор, Уильям (66) — американский писатель-фантаст[41].
- Сундквист, Стиг (89) — шведский футболист, бронзовый призёр чемпионата мира 1950 года[42].
- Тимонин, Владимир Ильич (71) — советский и российский шахматный композитор[43].
- Туркони, Анджело (88) — итальянский футболист[44].
- Чарльз, Аннетт (63) — американская актриса[45].

### 4 августа
- Варфоломеев, Иван Павлович (83) — литературовед; доктор филологических наук.
- Зверуго, Ярослав Генрихович (82) — советский и белорусский археолог[46].
- Клипель, Владимир Иванович (94) — российский дальневосточный писатель[47].
- Колокольников, Евгений Васильевич (64) — бывший старший тренер мужской сборной России по биатлону[48].
- Мацуда, Наоки (34) — японский футболист, игрок сборной Японии; сердечный приступ[49].
- Пасман, Марк (79) — советский и латвийский шахматист[50].
- Уайт, Шерман (82) — американский баскетболист, сердечная недостаточность[51].

### 5 августа
- Алпатов, Николай Михайлович (86) — советский строитель, заслуженный строитель РСФСР, лауреат Премии Совета Министров СССР.
- Куинн, Франческо (48) — американский актёр, сын «оскароносного» актёра Энтони Куинна, наиболее известный по фильму «Взвод»; инфаркт. [www.kino-teatr.ru/kino/acter/m/hollywood/49550/bio]
- Леппер, Анджей Збигнев (57) — польский политик, лидер партии Самооборона Республики Польша, бывший министр сельского хозяйства Польши; самоубийство[52].
- Лобо, Фернанда (51) — бразильская актриса[53].
- Минетти, Дженнифер (71) — немецкая актриса[54].
- Пак Сын Джин (70) — северокорейский футболист[55].
- Уиллемс, Стэн (86) — английский футболист, игрок Челси (1949—1956). Чемпион Англии (1955)[56].

### 6 августа
- Вуд, Джон (актёр) (81) — британский актёр, обладатель премии Тони (1976)[57].
- Кемайкин, Фрол Сергеевич (82) — Герой Социалистического Труда[58].
- Клётцер, Куно (89) — немецкий футбольный тренер, выигравший с «Гамбургом» Кубок обладателей кубков УЕФА 1976/1977[59].
- Опалка, Роман (79) — польский художник, творивший в жанре концептуального искусства[60].
- Ошман, Кеннет (71) — сооснователь и исполнительный директор компании ROLM[61].
- Станишевский, Владислав (64) — эстонский художник[62].
- Тальмор, Ади (58) — израильский диктор и ведущий, эвтаназия[63].
- Тизо, Анри (74) — французский актёр[64].
- Хили, Бернадин (67) — американский врач, академик, директор Национальных институтов здравоохранения США (1991—1993)[65].
- Шахпазов, Евгений Христофорович (61) — советский и российский металлург[66].

### 7 августа
- Кицак, Стефан Флорович (77) — политический деятель Приднестровской Молдавской республики, генерал-полковник, один из создателей Вооружённых сил ПМР , https://www.webcitation.org/6AAF6dRya?url=http://www.radiopmr.org/news/4148/3/Pamyati-Stefana-Florovicha-Kicaka/. Дата обращения: 31 августа 2011. Архивировано из оригинала 13 сентября 2014 года.
- Кэрри, Хью (92) — американский политик, губернатор штата Нью-Йорк (1975—1982), президент оргкомитета зимних Олимпийских игр 1980 в Лейк-Плэсиде.[67]
- Линли, Чад (29) — американский актёр, брат Коди Линди[68].
- Майер, Пол (87, англ.) — американский биостатистик, соавтор оценки Каплана-Майера[69].
- Уайли, Чарльз (77) — американский миллиардер; ДТП[70].
- Уэйк, Нэнси (98) — активистка французского Сопротивления, разведчица времён Второй мировой войны[71].
- Фомина, Жанна Петровна (80) — советская и российская тележурналистка, одна из основоположниц отечественного телевидения[72].
- Холкери, Харри (74) — финский политик, премьер-министр Финляндии (1987—1991), бывший глава партии «Национальная коалиция»[73].
- Хэтфилд, Марк (89) — американский политик, губернатор Орегона (1959—1967)[74].
- Цыбин, Борис Александрович (83) — советский конькобежец, бронзовый призёр чемпионата мира в многоборье (1957), Заслуженный тренер СССР, тренер сборной СССР на Олимпийских играх 1968 года в Гренобле[75].
- Эланджикал, Корнелий (92) — индийский священник, католический епископ епархии Виджаяпурама[76].

### 8 августа
- Багадаев, Григорий Михеевич (62) — бурятский оперный певец, Заслуженный артист Российской Федерации[77].
- Баррет, Майк (67) — американский баскетболист, чемпион летних Олимпийских игр в Мехико (1968)[78].
- Глухов, Андрей Евгеньевич (59) — российский валторнист и музыкальный педагог, профессор Санкт-Петербургской государственной консерватории им. Н. А. Римского-Корсакова, народный артист Российской Федерации.
- Гринштейн, Игорь Яковлевич (64) — украинский тележурналист[79].
- Жакибаев, Касым Абекович (81) — казахский актёр, Народный артист Казахстана. [www.kino-teatr.ru/kino/acter/m/post/9631/bio/]
- Мацкив, Теодор Иванович (93) — американский историк[80].
- Пепонис, Анастасиос (87) — греческий политический деятель, министр[81].
- Сарур, Гильермо (79) — мексиканский актёр[82].
- Феррара, Пино (82) — итальянский актёр[83].
- Шворцова, Йиржина (83) — чешская актриса[84].

### 9 августа
- Авдеенко, Александр Александрович (73) — советский и российский журналист, основатель и главный редактор газеты «Экран и сцена» (c 1990), сын писателя Александра Авдеенко[85].
- Буза, Роберто (97) — итальянский священник-иезуит, профессор теологии и пионер применения компьютеров для лингвистического и литературного анализа[86].
- Ишола, Колапо (77) — нигерийский политик, губернатор штата Ойо (1991—1993)[87].
- Ликша, Пятрас (91) — литовский театральный актёр, режиссёр[88]
- Нельсон, Джозеф С. (74) — канадский зоолог[89].
- Хамагути, Ёсихиро (85) — японский пловец, серебряный призёр летних Олимпийских игр в Хельсинки (1952) в эстафете 4×200 м вольным стилем[90].

### 10 августа
- Александер П.Ч. (90) — индийский политический деятель, губернатор штатов Тамилнад (1988—1990), Махараштра (1993—2002), и Гоа (1996—1998)[91]
- Дежарден, Арно (86) — французский режиссёр и писатель[92].
- Кравченко, Тамара Михайловна (61) — советская пловчиха, чемпионка Европы в эстафете 4×100 метров вольным стилем (1966)[93].
- Ледник, Виталий Владимирович (65) — депутат Государственной думы Российской федерации 3 созыва (1999—2003)[94].
- Лиеберг, Эндель Аугустович (83) — работник сельского хозяйства Эстонской ССР[95].
- Масуми, Бабак (39) — иранский футболист и тренер, пятикратный чемпион Азии[96].
- Махач, Олдржих (65) — чехословацкий хоккеист, игрок национальной сборной, трёхкратный чемпион мира (1972, 1977, 1978), четырёхкратный серебряный и трёхкратный бронзовый призёр чемпионатов мира, двукратный серебряный (1968, 1976) и бронзовый (1972) призёр зимних Олимпийских игр[97].
- Мишель, Лилия (85) — мексиканская актриса[98].
- Офрова, Ольга Петровна (58) — российская актриса, артистка Нижегородского академического театра драмы, Лауреат премии VI фестиваля-конкурса им. Е. А. Евстигнеева. [www.kino-teatr.ru/teatr/acter/w/ros/49103/bio]
- Шеин, Борис Петрович (74) — первый заместитель начальника Военной академии Генерального штаба Вооружённых Сил РФ (1990—1997), генерал-полковник в отставке[99].

### 11 августа
- Девол, Джордж (99) — американский изобретатель, создатель первого промышленного робота «Юнимейт»[100].
- Караск, Калью (80) — эстонский оперный певец и актёр[101].
- Кобыльчак, Михаил Митрофанович (93) — украинский советский государственный и партийный деятель, Герой Социалистического Труда.
- Леду, Скотт (62) — американский боксёр супертяжёлой весовой категории, претендент на титул чемпиона мира[102].
- Лэйн, Джени (47) — американский певец, фронтмен, вокалист и автор песен группы Warrant[103].
- Осипов, Анатолий Яковлевич (72) — казахский актёр, артист Южно-Казахстанского областного русского драматического театра[104].
- Резван, Виталий Гаврилович (71) — тренер по велосипедному спорту, Заслуженный тренер СССР[105].
- Уилкинсон, Пол (74) — британский политолог[106].
- Флорес, Матео (89) — гватемальский марафонец, победитель Бостонского марафона (1952), чемпион Панамериканских игр (1955)[107].
- Флорес, Игнасио (57) — мексиканский футболист, игрок национальной сборной, убийство[108].
- Флуг, Ноах (85) — президент Международного Освенцимского Комитета, председатель Израильского центра организаций переживших Холокост[109].

### 12 августа
- Безверхий, Сергей Фёдорович (71) — народный депутат России.
- Гунбин, Николай Александрович (93) — полковник Советской Армии, участник Великой Отечественной войны, Герой Советского Союза.
- Зассеев, Владимир Варденович — тренер футбольного клуба «Спартак-Цхинвал»; автокатастрофа[110].
- Каравдин, Владимир Петрович (79) — советский хоккеист и тренер[111].
- Козий, Роман Степанович (74) — советский и украинский тренер по лёгкой атлетике[112].
- Макаров, Владимир Иванович (73) — советский и российский геолог, лауреат Государственной премии Российской Федерации (1995)[113].
- Мюррэй, Шарль (89) — американский ветеран Второй мировой войны, награждённый Медалью Почёта[114]. Архивировано 1 февраля 2013 года.
- Тедеев, Нодар — главный тренер сборной Южной Осетии по тяжёлой атлетике; автокатастрофа[110].

### 13 августа
- Данлоп, Вик (62) — американский актёр[115].
- Джафарова, Амина Сурхай кызы (86) — Герой Социалистического Труда.
- Коробушин, Варфоломей Владимирович (87) — начальник Центра оперативно-стратегических исследований Генерального штаба Вооружённых Сил СССР (1985—1990), генерал-полковник в отставке[116].
- Мазлумян, Крикор Саакович (71) — армянский и российский поэт[117].
- Масуд, Тарек (54) — бангладешский кинорежиссёр, приз ФИПРЕССИ Каннского кинофестиваля (2002) за фильм Глиняная птица[118].
- Машин, Цтирад (81) — чешский подпольщик-антикоммунист[119].
- Пиккио, Рикардо (87) — итальянский лингвист и славист[120].
- Усс, Виктор Петрович (88) — бывший председатель колхоза «7 съезд Советов», Герой Социалистического Труда[121].

### 14 августа
- Башкин, Александр Иванович (88) — Герой Советского Союза, командир орудия 436-го отдельного истребительно-противотанкового дивизиона[122].
- Баррето, Маркос (51) — бразильский актёр[123].
- Голубева, Екатерина (44) — советская, литовская и французская актриса[124].
- Капур, Шамми (79) — индийский киноактёр и режиссёр, которого называли «индийским Элвисом Пресли»[125].
- Кузнецов, Вячеслав Михайлович (49) — советский и российский футболист и тренер[126].
- Надирашвили, Шота Александрович (85) — психолог, академик АН Грузии, директор Института психологии имени Дмитрия Узнадзе[127].
- Ривз, Пол (78) — архиепископ и примас Новой Зеландии (1980—1985), Генерал-губернатор Новой Зеландии (1985—1990)[128]
- Рыженков, Владимир Ильич (82) — советский тяжелоатлет, чемпион мира, двукратный чемпион Европы[129].
- Талимонова, Любовь Алексеевна (40) — российская писательница и художница[130].
- Трещенок, Яков Иванович (80) — белорусский историк[131].
- Шенфельдер, Фридрих (94) — немецкий актёр[132].

### 15 августа
- Аикхому, Огастус (72) — нигерийский военный и политический деятель, адмирал, вице-президент Нигерии (1986—1993)[133].
- Андреопулос, Василис — греческий актёр[134].
- Биджедич, Ненад (52) — боснийский футболист, нападающий и тренер «Бурсаспора»[135]
- Кастильоне, Клаудио (63) — итальянский предприниматель, президент MV Agusta, создатель бренда Cagiva[136].
- Коркин, Александр Гаврилович (84) — советский партийный и государственный деятель[137].
- Морт, Мишель (97) — французский писатель, член Французской академии (с 1985)[138].
- Муджуру, Соломон (62) — зимбабвийский бизнесмен, военный и политический деятель[139].
- Мэйр, Питер (60) — ирландский политолог[140].
- Неретин, Александр (22) — создатель и администратор Интернет-ресурса «Теленовости»[141]
- Райпьен, Рик (27) — канадский хоккеист, игрок клуба Виннипег Джетс[142]
- Руд, Сиф (95)— шведская актриса. [www.kino-teatr.ru/kino/acter/w/euro/138335/bio/]
- Фаулер, Марк (35) — британский спортсмен, чемпион мира по тайскому боксу[143].
- Хаммерштейн-Экворд, Франц фон (90) — немецкий общественный деятель, сын Курта фон Хаммерштейн-Экворда[144].
- Щеблыкин, Владимир Иванович (63) — актёр театра «Содружество актёров Таганки», заслуженный артист России[145].
- Якопетти, Гуальтьеро (91) — итальянский режиссёр документального кино, родоначальник стиля Мондо[146].

### 16 августа
- Абрамов, Николай Вартанович (81) — генеральный директор Куйбышевского завода СК, (ныне Тольяттикаучук) (1965—1994)[147].
- Аметов, Ильми Ганиевич (63/64) — советский и крымскотатарский скульптор[148].
- Антаков, Владимир Ильич (54) — советский хоккеист, серебряный призёр чемпионата Европы по хоккею на траве[149].
- Бартикян, Рачья Микаелович (84) — советский и армянский византист и арменовед[150].
- Баюк, Андрей (67) — словенский политик, премьер-министр Словении (2000)[151].
- Белли, Михри (94/95) — турецкий революционер-интернационалист, один из ключевых фигур левого движения в Турции и теоретик «национально-демократической революции»[152].
- Манро, Фрэнк (63) — шотландский футболист; инфаркт[153]
- Пихос, Пит (87) — игрок в американский футбол и тренер[154].
- Равальи, Виталиано (77) — итальянский антифашист и писатель.
- Середиг, Хув (71) — британский актёр[155].
- Серёдкин, Вячеслав Павлович (59) — генеральный директор ОАО «Челябэнергосбыт», депутат Законодательного собрания Челябинской области; убийство[156].
- Шмитт, Бернард Уильям (82) — прелат Римско-католической церкви, титулярный епископ Уолла-Уоллы, епископ Уилинг-Чарлстона[157].

### 17 августа
- Джарты, Василий Георгиевич (53) — украинский политик, Председатель Совета министров Автономной Республики Крым.
- Емшанов, Никита Владимирович (28) — российский актёр театра и кино; ДТП.
- Якопетти, Гуальтьеро (91) — итальянский режиссёр документального кино[158]. (English)
- Кинон, Пьер (49) — французский спортсмен, чемпион Олимпийских игр в Лос-Анджелесе (1984) по прыжкам с шестом, рекордсмен мира; самоубийство[159].
- Маслов, Иван Владимирович (32) — начальник штаба—заместитель командира 21-го отряда специального назначения «Тайфун» Восточного регионального командования ВВ МВД РФ, подполковник, Герой Российской Федерации; убит[160].
- Самуэльс, Уоррен (77) — американский экономист[154].
- Чирсков, Валерий Павлович (71) — российский трубач и музыкальный педагог.

### 18 августа
- Григорьев, Владимир Викторович (70) — советский и белорусский партийный и государственный деятель, первый секретарь Витебского обкома Коммунистической партии Белоруссии (1986—1991), Чрезвычайный Полномочный посол Республики Беларусь в Российской Федерации (1996—2006)[161].
- Робертсон, Скотти (81) — американский баскетбольный тренер команд НБА Чикаго Буллз, Детройт Пистонс и Юта Джаз[162].
- Савченко, Анатолий Михайлович (87) — советский художник-мультипликатор («Малыш и Карлсон», «Щелкунчик», «Возвращение блудного попугая» и т. д.)[163].
- Сташкевич, Николай Стефанович (72) — белорусский историк, педагог. Доктор исторических наук.
- Федотов, Иван Петрович (81) — начальствующий епископ ОЦ ХВЕ стран СНГ и Балтии[164].

### 19 августа
- Барданов, Александр Иванович (90) — Герой Советского Союза.
- Бехджат, Ровшан (66) — азербайджанский ханенде[165].
- Евсеев, Евгений Васильевич (24) — украинский футболист, центральный защитник киевского «Арсенала», автокатастрофа[166].
- Йонне, Поль (62/63) — французский социолог[167].
- Кешковский, Януш (64) — польский велогонщик[168]. Архивная копия от 29 марта 2016 на Wayback Machine
- Кургеманш, Жиль (68) — канадский журналист, писатель и сценарист (Воскресенье в Кигали), обладатель премии «Джини»[169].
- Ладный, Вадим Евстафьевич (92) — советский и украинский архитектор, народный архитектор СССР (1984)[170].
- Руис, Рауль (70) — чилийский кинорежиссёр, сценарист и писатель[171],
- Скобелев, Анатолий Тихонович (65) — российский тромбонист и музыкальный педагог, народный артист России. [www.forumklassika.ru/showthread.php?t=77701&p=1155673#post1155673]
- Сэнгстер, Джимми (83) — британский сценарист и режиссёр[172].
- Ткачук, Иван Иванович (68) — советский и российский хозяйственный деятель, директор совхоза «Толвуйский»[173].
- Торбан, Владимир Александрович (78) — советский баскетболист, заслуженный мастер спорта СССР[174].

### 20 августа
- Бадии, Реза (81) — американский режиссёр иранского происхождения[175].
- Гальперин, Рафаэль (87) — израильский спортсмен-культурист, религиозный деятель, бизнесмен (сеть Оптика Гальперин)[176].
- Даньшин, Иван Николаевич (87) — советский и украинский учёный-правовед, специалист в области криминологии.
- Ибрагимов, Рамил Исламович (51) — российский актёр, радиожурналист и радиорежиссёр; автокатастрофа. [www.kino-teatr.ru/teatr/acter/ros/330512/bio]
- Левшин, Владилен Иванович (77) — российский цирковой деятель, заслуженный деятель искусств России[177].
- Лисовой, Тимофей Григорьевич (88) — украинский советский партийный и государственный деятель, Герой Социалистического Труда.
- Петрашень, Ростислав Владимирович (95) — заслуженный тренер РСФСР по конькобежному спорту[178].
- Пилипченко, Владимир Михайлович (68) — главный тренер Воронежской области по прыжкам на батуте, заслуженный тренер СССР[179].
- Цвик, Марк Вениаминович (87) — советский и украинский учёный-правовед.

### 21 августа
- Винье-Гулбрандсен, Арне (68) — норвежский шахматист, гроссмейстер ИКЧФ (2001)[180].
- Гюллемен, Патрик (60) — французский актёр. [www.kino-teatr.ru/kino/acter/euro/141254/works/]
- Кареев, Сергей Анатольевич (42) — амурский общественный деятель, глава Амурского союза молодёжи[181].
- Келли, Джон Джозеф (80) — американский марафонец, победитель Бостонского марафона (1957) и чемпион Панамериканских игр (1959)[182].
- Скалабан, Виталий Владимирович (63) — белорусский историк, писатель и архивист[183].
- Суэд, Эсра (88) — аргентинский футболист, игрок «Расинга» (1943—1954) и национальной сборной[184].
- Такеваки, Муга (67) — японский актёр[185].

### 22 августа
- Абдель Азиз Абдель Гани (72) — премьер-министр Йеменской Арабской Республики (1975—1980), (1983—1990), а также объединённого Йемена (1994—1997)[186]. Архивная копия от 24 августа 2011 на Wayback Machine
- Белянкин, Геннадий Иванович (83) — главный архитектор Свердловска (Екатеринбурга) (1973—1996), народный архитектор СССР[187].
- Бюлов, Викко фон (87) — немецкий актёр[188].
- Душко, Евгений Анатольевич (35) — глава города Сергиев Посад Московской области; убийство[189].
- Дейвис, Джон Ховард (72) — британский телепродюсер и режиссёр. [www.kino-teatr.ru/kino/acter/euro/119660/works/]
- Клейн, Йеспер (66) — датский актёр[190].
- Лейбер, Джерри (78) — американский поэт, автор текстов хитов Элвиса Пресли[191].
- Лейтон, Джек (61) — канадский политик, лидер официальной оппозиции в Палате общин Канады; рак простаты[192].
- Лорио (87) — немецкий комический актёр, режиссёр, писатель и художник[193].
- Сэмюэл Менаш (Сэмюэл Менаше Вайсберг, 85) — американский поэт[194].
- Николич, Жарко (72) — югославский футболист, олимпийский чемпион и серебро чемпионата Европы[195].
- Салов, Николай Александрович (52) — помощник руководителя футбольного клуба «КАМАЗ», заслуженный тренер России[196].
- Тишкин, Григорий Алексеевич (70) — российский историк.
- Чеков, Дмитрий (27) — музыкант, участник дуэта «МС Вспышкин & Никифоровна»[197]
- Шауэрс, Майкл (45) — американский актёр[198].
- Эшфорд, Николас (69) — американский певец и автор песен[199].

### 23 августа
- Джейсон, Сибил (83) — американская детская актриса[200].
- Полетика, Тамара Владимировна (89) — советский и российский художник-мультипликатор[201].
- Потенца, Фрэнк (77) — американский шоумен (Джимми Киммел в прямом эфире)[202].
- Саад, Хасбалла (63) — индонезийский политик, министр по правам человека (1999—2000)[203].
- Фиалкова, Маркета (55) — чешский дипломат[204].
- Фоккема, Доуве (80) — нидерландский литературовед и синолог[205].
- Чуприн, Валерий Алексеевич (48) — начальник Управления по организации дознания МВД России, полковник полиции[206].

### 24 августа
- Брандт, Альфонс ван (84) — бельгийский футболист, игрок национальной сборной, Футболист года в Бельгии (1955)[207].
- Вире-Туоминен, Марьям (92) — финский политик и общественный деятель[208].
- Гелазония, Пётр Ильич (74) — российский журналист, главный редактор журнала «Семья и школа»[209].
- Гербовиц, Йено (86) — венгерский политик, министр (1990—1991)[210].
- Мысливец, Валентина Петровна (93) — доярка Дзержинской госплемстанции, Герой Социалистического Труда (1966)[211].
- Ованнисян, Армен (75) — армянский писатель. переводчик, журналист[212].
- Поленц, Петер фон (83) — немецкий лингвист и медиевист[213].
- Станюта, Александр Александрович (74) — белорусский писатель, литературовед[214].
- Татаринов, Леонид Петрович (84) — советский и российский палеонтолог, академик АН СССР (1981)[215].
- Хэйес, Джек (92) — американский композитор, дважды номинировавшийся на кинопремию Оскар[216].

### 25 августа
- Брейт, Уильям (78) — американский экономист[217].
- Мойсов, Лазар (90) — председатель Президиума Югославии (1987—1988), председатель Союза коммунистов Югославии (1980—1981), министр иностранных дел (1982—1984)[218].
- Найда, Юджин (96) — теоретик перевода, основатель теории динамической эквивалентности (англ. dynamic equivalence) перевода Библии[219].

### 26 августа
- Амброзич, Алоизиус Маттиас (81) — кардинал, архиепископ Торонто (1990—2006)[220].
- Бенд, Джордж (82) — британский альпинист, первопокоритель Канченджанги (1955) — третьей по высоте вершины мира[221].
- Казаков, Иван Васильевич (74) — советский и российский селекционер, академик РАСХН[222].
- Макэлиз, Джон (62) — штаб-сержант Особой воздушной службы Великобритании, участник операции по освобождению заложников в иранском посольстве в Лондоне[223].
- Морев, Константин Анатольевич (53) — начальник управления ФСБ России по Тверской области; самоубийство[224].
- Телегин, Андрей Васильевич (84) — председатель колхоза имени Чапаева Алапаевского района Свердловской области, Герой Социалистического Труда (1971)[225].

### 27 августа
- Минардос, Нико (81) — американский актёр и продюсер[226].
- Парк, Джон (74) — североирландский футболист, игрок национальной сборной[227].
- Попов, Василий Андреевич (93) — военный лётчик, Герой Советского Союза.
- Пурди, Джон (75) — австралийский шахматист[228].
- Саввина, Ия Сергеевна (75) — советская и российская актриса МХТ им. А.Чехова и кино. народная артистка СССР.https://www.webcitation.org/688BOGS9G?url=http://www.mxat.ru/press/news/25388/. Дата обращения: 31 августа 2011. Архивировано из оригинала 4 апреля 2012 года.

### 28 августа
- Гэнли, Лен (68) — североирландский снукерный рефери[229].
- Димитрий (Ройстер) (87) — архиепископ Далласа и Юга (1978—2009)[230].
- Древниок, Хайнц (61) — немецкий драматург, актёр, режиссёр, журналист и писатель. [www.kino-teatr.ru/kino/acter/euro/332413/bio/]
- Туржесон, Марта (67) — канадская актриса. [www.kino-teatr.ru/kino/acter/hollywood/159418/works/]
- Хайнс, Мартин (64) — трёхкратный чемпион мира по картингу (1983, 1991, 1992)[231].

### 29 августа
- Бадалов, Ашот Львович (96) — советский инженер, заместитель министра связи СССР (1963—1991)[232].
- Баженов, Вадим Николаевич (39) — российский футболист, пищевое отравление[233].
- Батти, Мэл (71) — британский стайер, рекордсмен мира в беге на 10 миль (1963)[234].
- Каддафи, Хамис (28) — ливийский политический и военный деятель, младший сын Муаммара Каддафи, убит[235].
- Карасёв, Борис Иванович (92) — советский лётчик, Герой Российской Федерации (1997)[236].
- Овендайл, Марк (37) — британский футбольный голкипер[237].
- Такигути, Дзюмпэй (80) — японский сэйю и диктор[238].
- Хенсен, Айно (86) — немецкая учёная-лихенолог[239].
- Эдвардс, Дэвид (96) — американский дельта-блюз-гитарист и певец, двукратный лауреат премии «Грэмми»[240].

### 30 августа
- Баянова, Алла Николаевна (97) — советская, российская и румынская эстрадная певица, исполнительница романсов. народная артистка России[241].
- Клыков, Геннадий Андреевич (76) — педагог-хореограф, заслуженный артист РФ, заслуженный работник высшей школы РФ, профессор, декан факультета народно-художественного творчества Челябинского государственного педагогического университета.
- Пиньейро, Жуан Карлос (79) — бразильский футболист и тренер, игрок сборной Бразилии на чемпионате мира по футболу 1954 года[242].
- Хасхели, Моула Букс (76) — пакистанский профсоюзный деятель, генеральный секретарь Коммунистической партии Пакистана (1999—2011)[243].
- Юдахин, Феликс Николаевич (76) — член-корреспондент РАН, директор Института экологических проблем Севера Уральского отделения РАН[244].

### 31 августа
- Арутюнян, Эдуард (58) — советник посольства Армении в России[245].
- Белак, Уэйд (35) — канадский хоккеист, бывший игрок НХЛ[246].
- Большаков, Александр Михайлович (политик) (57) — экс-вице-губернатор Ульяновской области и бывший глава администрации президента Южной Осетии, убийство[247].
- Капустин, Геннадий Сергеевич (52) — советский баскетболист, бывший игрок ленинградского «Спартака», чемпион Европы (1981)[248].
- Линчук, Александр Титович (86) — старший сержант Советской Армии, участник Великой Отечественной войны, Герой Советского Союза.
- Мажуб, Абдеррахман (82) — французский и марокканский футболист, игрок сборных Франции и Марокко[249].
- Михалёвкин, Борис Гаврилович (80) — советский и российский фотограф[250].
- Рождественский, Валерий Ильич (72) — Лётчик-космонавт СССР, Герой Советского Союза, бортинженер на Союзе-23 (1976)[251].
- Хабибуллин, Равмер Хасанович (78) — первый секретарь Башкирского обкома КПСС (1987—1990)[252].
- Цех, Розель (69) — немецкая актриса. [www.kino-teatr.ru/kino/acter/euro/99631/bio/]
- Шипилов, Яков Петрович (86) — участник Великой Отечественной войны, Герой Советского Союза.
- Щапов, Ярослав Николаевич (83) — российский историк, член-корреспондент РАН[253].